# 보성 죽곡정사 목판
보성 죽곡정사 목판(寶城 竹谷精舍 木板)은 대한민국 전라남도 보성군 복내면 죽곡정사에 있는 목판이다. 2017년 7월 27일 전라남도의 유형문화재 제330호로 지정되었다.

## 개요
죽곡정사 목판은 일제강점기 회봉(晦峰) 안규용(安圭容)이 전통적인 학문과 예법을 고수하여 민족 자존감을 고취하고자 판각한 것으로 시대상과 함께 향촌사회 문사들의 동향, 출판활동, 교육사 등을 연구할 수 있는 중요 학술 자료이다.
주문지결(朱門旨訣), 동몽수지(童蒙須知), 향례합편(鄕禮合編), 이자학칙(李子學則), 죽천문집통문(竹川文集通文), 죽곡정사식상부(竹谷精舍食床簿) 등 6종 102판 중 95판이 완벽하게 남아있고 보존상태도 양호하여 역사적, 학술적 가치가 있다.

## 참고 문헌
- 보성 죽곡정사 목판 - 국가유산청 국가유산포털